# Аман
Вижте пояснителната страница за други значения на Аман.
Това е статия за столицата на Йордания. За фантастичния континент Аман, описан от Джон Р. Р. Толкин, вижте Аман (Средна земя).
Аман (на арабски: عمان) е столицата на Кралство Йордания.
В града живеят около 4 милиона души (по данни от 2015 г.). Той е търговският, промишлен и административен център на Йордания.
Градът възниква като столица на древното царство Амон с името Рабат Амон. През следващите столетия е под властта на асирийци, перси и древни гърци, като последните наричат града Филаделфия (на гръцки: Φιλαδελϕια).
Днес Аман е съвременен град, в който мюсюлмани и християни живеят заедно. В града има както модерни сгради в западната част, така и стар сук (живописен традиционен открит арабски пазар) в центъра.
Градът се намира на 45 минути с кола от мястото, където Исус Христос се е кръстил в река Йордан.

## Личности
Родени в Аман
- Хусейн I (1935 – 1999) – крал на Йордания (1952 – 1999)
- Абдула II (р. 1962) – крал на Йордания (от 1999)

Починали в Аман
- Ахмад Шукейри (1908 – 1980), палестински дипломат и политик
- Хусейн I (1935 – 1999) – крал на Йордания (1952 – 1999)

## Побратимени градове
- Алжир, Алжир от 1998 г.
- Анкара, Турция от 1992 г.
- Багдад, Ирак
- Баку, Азербайджан
- Бейрут, Ливан от 2000 г.
- Бишкек, Киргизстан от 2006 г.
- Букурещ, Румъния от 1999 г.
- Джида, Саудитска Арабия
- Доха, Катар от 1995 г.
- Женева, Швейцария от 2005 г.
- Исламабад, Пакистан от 1989 г.
- Истанбул, Турция от 1997 г.
- Кайро, Египет от 1988 г.
- Калабрия, Италия от 2005 г.
- Маскат, Оман от 1986 г.
- Маями, САЩ от 1995 г.
- Милано, Италия от 2005 г.
- Москва, Русия от 2005 г.
- Налчик, Русия
- Нуакшот, Мавритания
- Пекин, Китай от 1990 г.
- Претория, ЮАР от 2002 г.
- Рабат, Мароко от 1988 г.
- Сана, Йемен от 1988 г.
- Сан Франциско, САЩ от 2010 г.
- Сао Пауло, Бразилия от 1997 г.
- Сараево, Босна и Херцеговина от 2005 г.
- София, България от 2000 г.
- Тегусигалпа, Хондурас от 2002 г.
- Тунис, Тунис
- Хартум, Судан от 1993 г.
- Централна провинция (Бахрейн), Бахрейн от 2006 г.
- Чикаго, САЩ от 2004 г.